# Enoil-(proteina trasportante acili) reduttasi (NAD)
La enoil-(proteina trasportante acili) reduttasi (NAD) è un enzima appartenente alla classe delle ossidoreduttasi, che catalizza la seguente reazione:
acile-(proteina trasportante acili) + NAD+ ⇄ trans-2,3-deidroacile-(proteina trasportante acili) + NADH + H+
L'enzima catalizza la riduzione di enoilacili legati a proteine lunghi tra i 4 ed i 16 atomi di carbonio.